# تاتا كونزومر برودكتس
تاتا كونزومر برودكتس Tata Consumer Products (اسمها السابق تاتا غلوبال بيفردجز Tata Global Beverages) هي شركة هندية متعددة الجنسيات، تختص بالمشروبات غير الكحولية، مقرها في مومباي في مهاراشترا في  الهند.
وهي إحدى شركات مجموعة تاتا Tata Group. وهي ثاني أكبر شركة مصنعة وموزعة للشاي في العالم، ومنتج رئيسي للقهوة.
تمتلك علامات تجارية منها تيتلي، وغود إرث تي.